# Frine
Mnesàrete (in greco antico: Μνησαρέτη?, Mnesarete, "colei che fa ricordare la virtù"), figlia di Epicle, meglio conosciuta col soprannome di Frine (in greco antico: Φρύνη?, Phrýne, "rospo"; Tespie, 371 a.C. circa – dopo il 315 a.C.) è stata un'etera dell'antica Grecia. Celebre per la sua bellezza, poco tempo dopo la sua morte fu indicata dal commediografo Posidippo come «l’etera di gran lunga più celebre».

## Biografia

### Origini e aneddoti

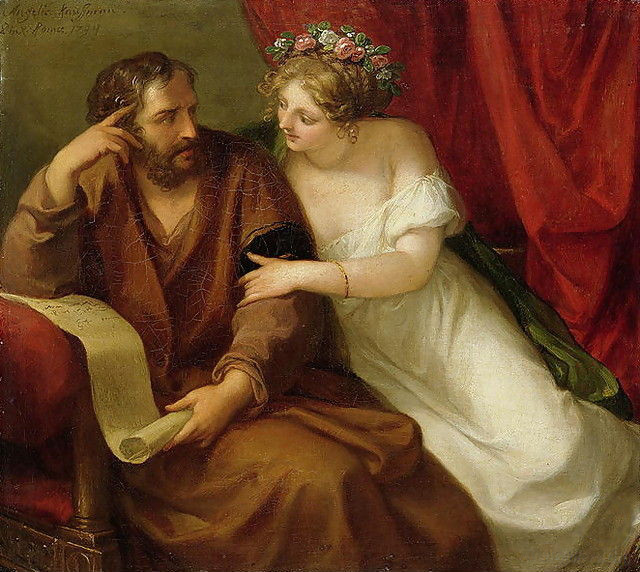
Angelica Kauffmann, Frine seduce Senocrate, 1794.

Mnesarete era originaria di Tespie, in Beozia; forse la sua famiglia, di estrazione aristocratica, emigrò ad Atene nel 371 a.C., l'anno in cui Tebe distrusse Tespie e ne espulse gli abitanti, non molto tempo dopo la battaglia di Leuttra.
In base a un frammento del commediografo Timocle si può pensare che nella sua infanzia Frine, ridotta in povertà, trovasse sostentamento con la raccolta dei capperi e con gli aiuti economici dei suoi amanti. Già in questo frammento Mnesarete viene menzionata come Frine ("rospo"), soprannome che, secondo Plutarco, era stato scelto per il colore olivastro della sua carnagione, mentre, secondo Eleonora Cavallini, era adoperato per nascondere il suo vero nome, imbarazzante data la professione esercitata (Mnesarete significa infatti "colei che fa ricordare la virtù"), e in "funzione antifrastica e scommatica" (al pari di quello adottato da molte altre etere).
Galeno racconta che la sua bellezza era naturale e che quindi non faceva uso di trucco, a differenza della maggior parte delle etere dell'epoca.
Ermippo di Smirne ricorda che Frine si mostrava sempre in pubblico con un vestito aderente al corpo e non andava mai ai bagni pubblici, creando così una maggiore curiosità collettiva a riguardo del proprio corpo. Si racconta che solo in occasione delle Eleusinie e delle Posidonie scendeva nuda in mare, coi capelli sciolti: secondo Ateneo Apelle si ispirò a questa scena per dipingere la sua Venere Anadiomene.
Secondo Diogene Laerzio un giorno Frine tentò il filosofo Senocrate: rifugiatasi nella sua casa, ottenne di dormire nel suo letto, ma non riuscì a sedurlo, tanto che disse di aver dormito non con un uomo, ma con una statua.

### Relazione con Prassitele

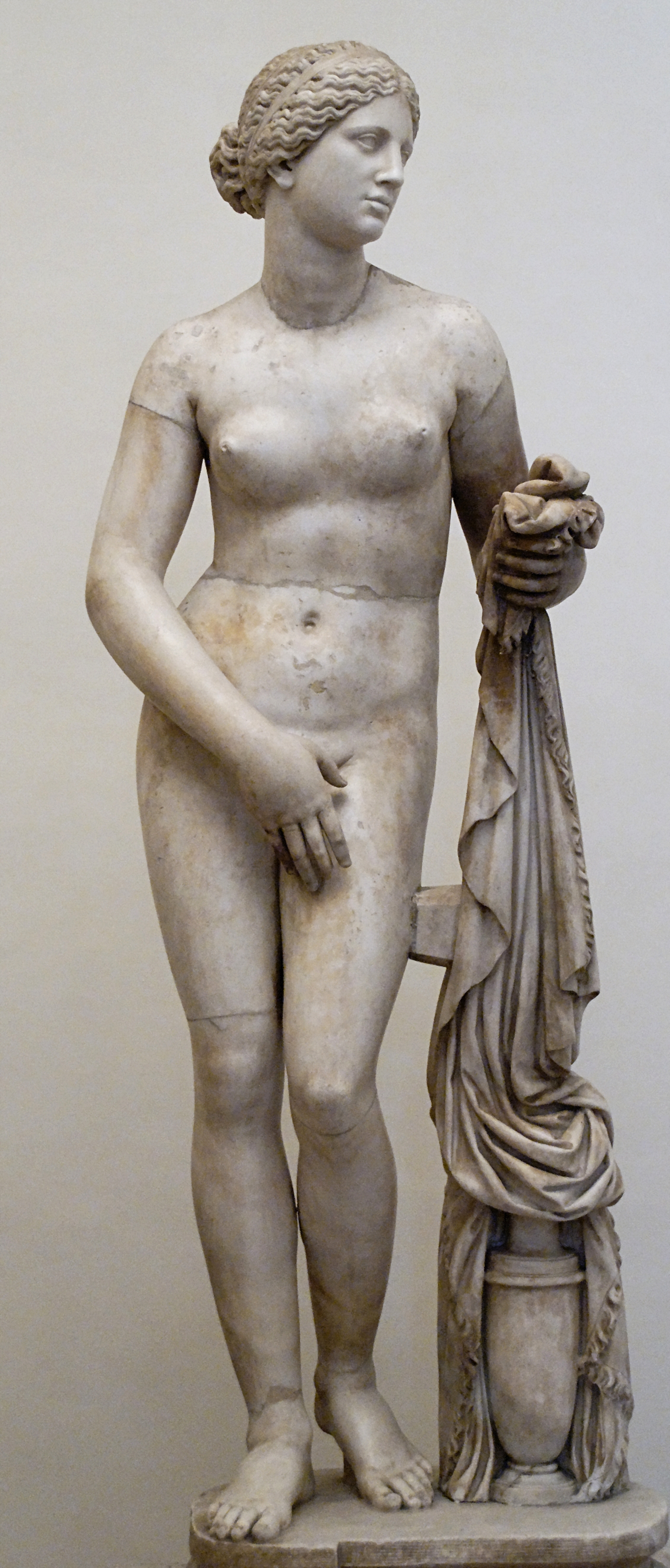
Copia della Afrodite cnidia di Prassitele conservata a Palazzo Altemps a Roma.

Secondo le consuetudini sociali dell'Atene dell'epoca, Frine, in quanto donna libera e meteca, poteva arricchirsi e diventare famosa, possibilità di cui si avvalse quando, tra il 364 e il 363 a.C., iniziò una relazione con lo scultore Prassitele, secondo gli antichi di natura amorosa, ma forse solo "professionale".

#### Rappresentazioni scultoree

##### L'Afrodite cnidia
Secondo alcune testimonianze antiche, Prassitele la usò come modella per la realizzazione della famosa Afrodite cnidia, anche se altri autori antichi sostengono che la modella sarebbe stata un'altra etera amata da Prassitele, Cratine. Di qui alcuni autori ipotizzarono che Prassitele avesse tratto ispirazione dal volto di Cratine e dal corpo di Frine, ma sembra più probabile che Cratine sia semplicemente un'erronea trascrizione del nome Frine.
Frine, che secondo Ateneo di Naucrati "era più bella nelle parti che non si vedono", prestandosi a fare da modella a una statua di Afrodite nuda, opera considerata particolarmente scandalosa ad Atene, probabilmente acquisì grandissima notorietà.

##### Statue commissionate da Frine
Secondo Ateneo, Prassitele scolpì due statue su commissione di Frine.
- La prima raffigurava Eros e fu collocata nel santuario del dio a Tespie, città natale di Frine, assieme a una statua di Afrodite e a un ritratto scultoreo di Frine,[27][28] molto più piccolo della statua di Afrodite.[29]
- La seconda, in oro, o, come suggerisce Pausania il Periegeta, in bronzo dorato,[30] raffigurava Frine stessa in piedi[31] e fu posta, senza che sulla sua esistenza, a motivo del gran numero di attestazioni esistenti, esista un qualsiasi dubbio, nel santuario di Delfi,[3][30][31][32][33] tra due sculture raffiguranti Apollo. In considerazione del fatto che la terza guerra sacra aveva impedito, per tutta la durata del decennio precedente, qualunque offerta votiva al santuario di Delfi da parte di stranieri, questa statua, le cui spese, secondo Ateneo, erano ricadute sugli abitanti di Tespie[32] e, secondo Claudio Eliano, erano state pagate dai "più dissoluti fra i Greci",[34] era probabilmente posteriore al 346 a.C., epoca nella quale - al contrario di Frine, che, essendo ormai affermata e benestante, faceva parlare della sua fortuna anche i commediografi contemporanei - [5][6] Prassitele era ormai in declino, con la conseguenza che si è ipotizzato che non sia stato lui a scolpire la statua.[29] Qualunque fosse il materiale della statua di Delfi e chiunque l'abbia scolpita, essa era di notevole potenza provocatoria, visto che non era consuetudine erigere statue di etere, tantomeno nei luoghi sacri[33] e "accanto a re e regine".[31] Essa suscitò dunque grande scalpore in tutto il mondo greco, e specie in quel filosofo (da identificare, secondo Ateneo[32] e Plutarco,[3] in Cratete di Tebe, o in Diogene di Sinope secondo Diogene Laerzio[35]) che la definì "monumento all'incontinenza dei Greci".

### Atteggiamenti antimacedoni di Frine
Alceta, storico macedone, mette in evidenza la connotazione politica della statua di Frine collocata a Delfi, ricordando come essa recasse sul supporto di marmo pentelico la dedica "Frine, figlia di Epicle, tespiese", forse incisa col beneplacito degli aristocratici di Tespie, ma secondo Pausania il Periegeta voluta dalla stessa Frine. Tale scritta è in grande e provoca contrasto con il fatto che l'opera fosse posta fra la statua del re di Sparta Archidamo III e quella del re di Macedonia Filippo II, entrambi nemici dei Beoti e il secondo, per di più, beffato pure dal fatto che Frine fosse legata all'oratore ateniese Iperide, convinto antimacedone.
Tracce dell'antimacedonismo di Frine si possono rinvenire anche in un altro aneddoto: Frine avrebbe infatti promesso di finanziare la ricostruzione delle mura di Tebe, dopo che nel 335 a.C. erano state distrutte da Alessandro Magno, purché sulle stesse mura fosse stata apposta la scritta «Alessandro le distrusse, le rifece l'etera Frine» (in greco antico: Ἀλέξανδρος μὲν κατέσκαψεν, ἀνέστησεν δὲ Φρύνη ἡ ἑταίρα?), dicitura però non attestata, al pari dell'esistenza della donazione, negli scritti di Diodoro Siculo, che d'altro canto conferma comunque la datazione dell'opera di ricostruzione sotto Cassandro. Questa iscrizione ricordava da un lato la crudeltà dei Macedoni nei confronti di Tebe, cui fa riferimento anche Iperide nel suo Epitaffio, mentre dall'altro costituiva una sfida alla tradizione secondo cui i nomi delle etere non potevano essere incisi sugli edifici pubblici.

### Processo per empietà

#### Accuse contro Frine

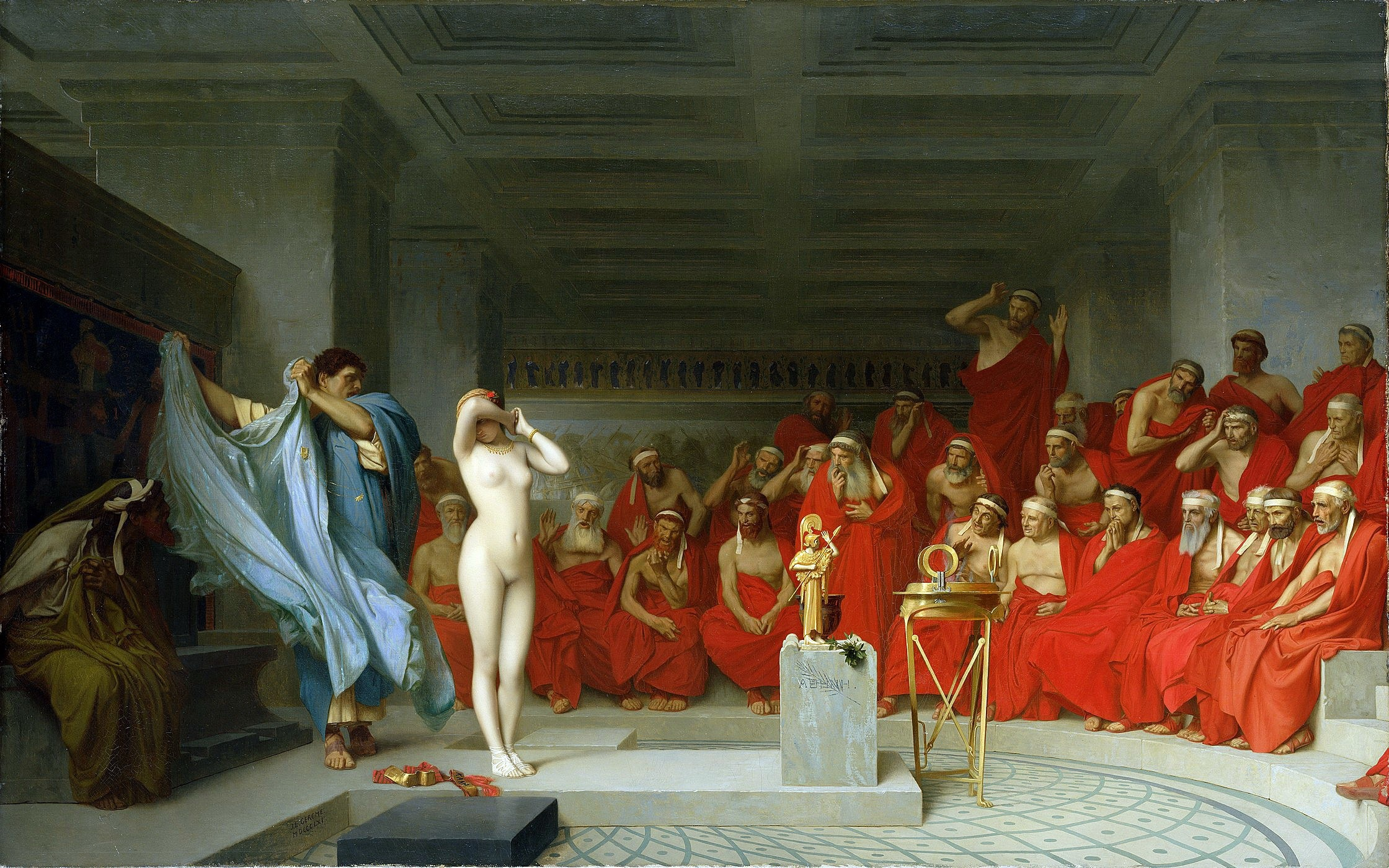
Il processo di Frine, olio su tela di Jean-Léon Gérôme (1861).

Servendosi di un'orazione scritta da Anassimene di Lampsaco, Eutia accusò Frine di empietà, in un anno imprecisato, ma probabilmente posteriore al 350 a.C. (ci sono diverse ipotesi) e ricorrendo a un procedimento giudiziario che, per Eleonora Cavallini, poteva essere un'eisangelia. L'empietà (in greco antico: ἀσέβεια?, asébeia) era un crimine che comportava la pena capitale.
I capi d'accusa per colei che Iperide attesta fosse un'ex amante di Eutia, secondo un trattato anonimo intitolato Τέχνη τοῦ πολιτικοῦ λόγου erano la partecipazione a feste oscene nel Liceo, la promiscuità di tiasi maschili e femminili, l'introduzione di una nuova divinità (il culto misterico di Isodaite, in base a quanto si ricava da Iperide, fr. 177 Jensen) e, secondo una possibile interpretazione di Posidippo, la dilapidazione del patrimonio altrui.
Secondo Craig Cooper è probabile che Eutia evocasse anche l'accusa di corruzione dei giovani, dato che il Liceo era frequentato da molti giovani ateniesi. Queste accuse, poco consistenti dal punto di vista strettamente giuridico, derivavano probabilmente dal celato malcontento degli Ateniesi più tradizionalisti per il comportamento esibizionistico e sfrontato di Frine, che nel frattempo era diventata molto più agiata degli stessi cittadini, al punto di potersi permettere di tenere fra i suoi seguaci, in cambio del proprio aiuto economico, addirittura un membro dell'Areopago, tale Grillione.

#### Datazione del processo
La data del processo è estremamente controversa, dato che non ci sono punti di riferimento sicuri.
- Antony Raubitschek, ritenendo che Anassimene (colui che aveva scritto il discorso di Eutia) fosse stato precettore di Alessandro Magno prima di Aristotele (343/342 a.C.), propose una data vicina al 350 a.C., cioè prima del soggiorno di Anassimene in Macedonia.[48]
- Antonio Farina, partendo dagli stessi presupposti di Raubitschek, optò invece per una data vicina al 340 a.C., cioè dopo il ritorno di Anassimene ad Atene.[45]
- Paul Girard propose il 347 a.C.[49]
- Eleonora Cavallini, ritenendo l'ira dei filomacedoni una delle cause del processo contro Frine, propose una data poco posteriore al 335 a.C., e quindi successiva alla battaglia di Cheronea, poiché in quel momento i Macedoni e i loro sostenitori erano molto potenti.[50]

#### Resoconti antichi del processo
Frine fu difesa personalmente dall'oratore Iperide, che per l'occasione compose una delle orazioni poi più celebri tra le sue e dell'antichità in generale, la Per Frine.
Secondo la tradizione, Iperide, sentendo la causa persa nonostante la sua orazione, avrebbe strappato la tunica di Frine, svelandone lo splendido corpo davanti ai giudici, che si convinsero della sua innocenza, dato che la bellezza non poteva essere colpevole. L'accusata venne assolta.
Certamente Frine si comportò durante il processo in modo tale da cercare di portare i giudici dalla parte della difesa, come attestato da un frammento databile poco dopo il 290 a.C. e attribuito a Posidippo, contemporaneo del processo, in cui si riporta che Frine supplicò i giudici uno a uno, prendendo loro la mano destra e piangendo. Solo in seguito, sebbene non ci siano scritti anteriori all'età ellenistica e romana che attestino un fatto del genere, emerse una versione dei fatti secondo la quale la difesa (o nella persona dell'accusata, o nella persona di Iperide) non si limitò a questo atto.
- Iperide, non essendo riuscito a convincere i giudici con la sua orazione, denudò il seno della sua assistita, secondo la testimonianza dello Pseudo-Plutarco[8] e anche secondo quella, non troppo diversa dalla precedente, di Ateneo di Naucrati,[53] ritenuta, tra quelle conservatesi, quella più dettagliata,[52] basata sugli scritti di Ermippo di Smirne,[52] a sua volta basato su Idomeneo di Lampsaco.[54][55]
- Alcifrone,[56] Filodemo di Gadara,[57] Sesto Empirico[14] e alcuni trattati di retorica anonimi[45][52][58][59] affermano che fu Frine a mostrare spontaneamente il seno.
- Marco Fabio Quintiliano riporta addirittura che l'accusata si denudò integralmente e di sua spontanea volontà.[13][45]

Ateneo aggiunge che dopo il processo, per evitare che si ripetessero casi del genere, fu approvato un decreto in base al quale durante i processi nessun oratore difensore poteva levare lamenti e nessun accusato, uomo o donna, poteva essere esposto davanti agli occhi di tutti al momento del giudizio.
L'aneddoto del disvelamento del seno di Frine ebbe grande fortuna nell'antichità, tanto che nelle scuole di retoriche il processo di Frine era uno degli esempi classici di «appello alla pietà fondato sulla vista e non sulla parola, o meglio sulla parola e sulla vista».
Di contro, risulta controverso il fatto che Iperide fosse amante di Frine, riportato da molte fonti antiche: secondo Craig Cooper gli antichi per questa congettura, forse indebita, si basarono esclusivamente sulla Per Frine mentre secondo Eleonora Cavallini proprio il fr. 171 è una prova chiave della relazione amorosa tra Iperide e Frine.

#### Implicazioni politiche del processo
Si può ipotizzare che il processo avesse un'importanza soprattutto politica, e specie che i nemici di Iperide, non solo filomacedoni ma anche, in virtù del suo rifiuto di stringere compromessi con Filippo II, antimacedoni non estremisti, volessero peggiorare la sua posizione agli occhi della popolazione, attaccando giuridicamente una persona a lui strettamente legata, Frine (che con alcune azioni aveva mostrato il suo antimacedonismo), teoria provata anche dal fatto che uno dei nemici politici di Iperide, Aristogitone, scrisse in prima persona un discorso contro la cliente del suo avversario e che le accuse mosse da Eutia a Frine fossero vaghe e pretestuose.
Non è infine da escludere l'esistenza di un'ostilità personale tra Iperide ed Eutia, accusato da Iperide di essere un sicofante.

#### Sostenitori dell'inesistenza del denudamento
Ludwig Radermacher fu il primo a proporre come fonte comune per l'episodio del denudamento il Περὶ δημαγωγῶν del filosofo Idomeneo di Lampsaco, considerato da lui e da quanti sostennero poi l'inesistenza dell'aneddoto di dubbia attendibilità in virtù della discordanza tra le fonti e della stranezza del fatto che un episodio tanto caratteristico, se veramente accaduto, non sia stato ripreso dal comico Posidippo, contemporaneo ai fatti.
Una interpretazione differente dei fatti, secondo la quale Iperide presentò Frine pentita, intenta a battersi il seno per chiedere misericordia, venne avanzata da Jerzy Kowalski, che, chiamando a sostegno della sua ricostruzione una fonte anonima, fece notare come spesso i filosofi tendessero a denigrare i retori e quindi da Craig Cooper, secondo cui alcuni autori, fraintendendo una frase proprio della Per Frine, avevano scambiato l'atto di Frine di battersi il seno in segno di pentimento per un provocatorio denudamento, mentre Idomeneo aveva probabilmente agito per screditare deliberatamente Iperide equiparandolo allo stereotipo dei demagoghi ateniesi, considerato come il particolare, non ancora presente in Posidippo, attivo attorno al 290 a.C., ma già ampiamente diffuso all'epoca di Callimaco, sia stato introdotto proprio nella sua era.
Nonostante la tendenziosità di Idomeneo, la notizia della relazione tra Iperide e Frine e del suo denudamento fu ripresa da Ermippo di Smirne e, divenuta parte della tradizione popolare, venne poi riferita anche da Ateneo e dallo Pseudo-Plutarco. Secondo Craig Cooper sarebbe stato Ermippo a inventare il fatto che i giudici avessero assolto Frine anche per superstizione alla vista della "ancella e sacerdotessa di Afrodite", poiché nell'epoca di quell'autore erano nate molte leggende riguardanti la straordinaria bellezza dell'assistita di Iperide.

#### Sostenitori dell'esistenza del denudamento

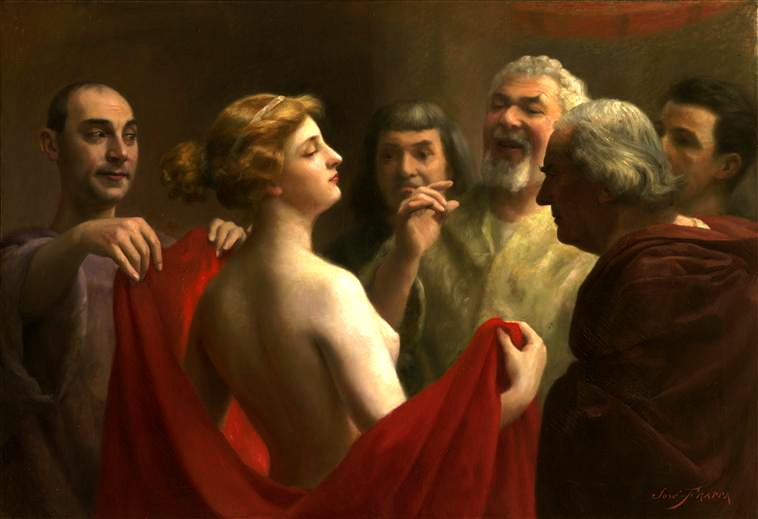
José Frappa, Frine, 1903-1904.

Sia Antony Raubitschek sia Antonio Farina si espressero a favore dell'esistenza del denudamento di Frine, sottolineando che i giudici potessero essersi effettivamente sentiti intimoriti dalla bellezza di Frine, definita da Ateneo "sacerdotessa di Afrodite". Allo stesso modo Florence Gherchanoc afferma che ai giudici la bellezza di Frine nuda deve essere apparsa veramente divina e, dato che i Greci consideravano la vista di un dio nudo particolarmente pericolosa, sostiene che i giudici siano stati spinti alla pietà da un vero e proprio "terrore sacro", complice anche il fatto che Frine non usasse il trucco o altri artifici e si mostrasse nuda in pubblico solo rarissimamente.
Il riferimento ad Afrodite era evidentemente legato al fatto che Frine fosse un'etera, e risultasse quindi strettamente legata ad Afrodite, la cui bellezza era elogiata dai Greci soprattutto in relazione al seno. Mettere in mostra la bellezza fuori dal comune di Frine, accostabile addirittura a quella di Afrodite, era un'"arma retorica infallibile", un gesto teatrale forte, ma al tempo stesso una supplica di stampo erotico e un sorta di ierofania.
Eleonora Cavallini, basandosi su un trattato di retorica anonimo (7, 335 Walz) che afferma che Frine si strappò il chitone e si percosse il petto nudo, sostiene la veridicità dell'episodio, argomentando che la sua popolarità in età ellenistico-romana non può essere ingiustificata e che le parole di Posidippo potrebbero nascondere un doppio senso allusivo al denudamento di Frine, che istituirebbe un paragone tra il suo processo e il mitico giudizio di Paride. Secondo Cavallini la versione autentica, quella di Frine in atto di penitente che si percuote il seno, venne poi enfatizzata dagli scrittori più tardi, spinti a questo anche dai molti aneddoti riguardanti l'atteggiamento provocatorio tenuto in varie altre occasioni dall'etera. Infatti, "anche prescindendo dalle più o meno romanzesche riletture degli scrittori tardo-antichi, l'eco di quel processo fu molto vasta anche per altri e più seri motivi: si tratta infatti di un evento che tradisce, al di là del caso singolo, quello che doveva essere il disagio del cittadino medio ateniese di fronte al progressivo quanto inarrestabile evolvere del costume, sempre meno compatibile con i rigidi criteri di selezione e di esclusione su cui si fondava la struttura della società ateniese".

## Frine nell'arte moderna

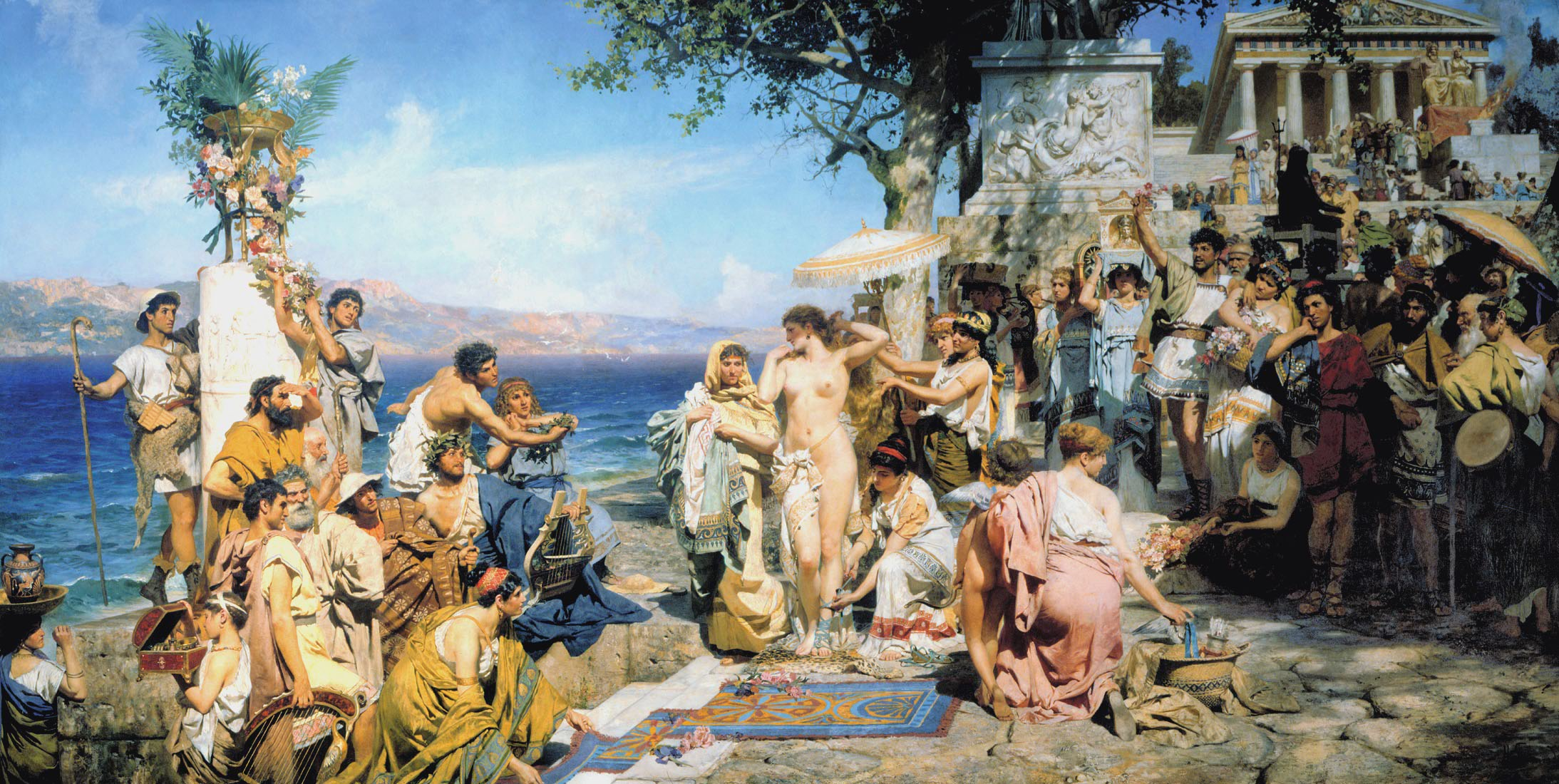
Henryk Siemiradzki, Frine alle feste di Poseidone a Eleusi, 1889.

Il processo di Frine ha ispirato varie opere d'arte: per la pittura si citano il dipinto Frine davanti all'Areopago, realizzato da Jean-Léon Gérôme nel 1861, il dipinto Frine di Artur Grottger, realizzato nel 1867, e il dipinto Frine di José Frappa, realizzato nel 1903-1904; per la scultura si citano l'opera Frine del francese Alexandre Falguière e Frine denudata al cospetto dei giudici di Francesco Barzaghi. Oltre al processo, altri episodi della vita di Frine hanno ispirato dei dipinti, come Frine si reca ai bagni pubblici in veste di Venere di Joseph Mallord William Turner e Frine alle feste di Poseidone a Eleusi di Henryk Siemiradzki.
Altre opere d'arte ispirate alla vita di Frine comprendono le poesie Lesbo e La bellezza di Charles Baudelaire, I fenicotteri di Rainer Maria Rilke, il racconto Il processo di Frine di Edoardo Scarfoglio, il romanzo (inedito) Frine di Giovanni Verga , l'opera comica Phryné di Camille Saint-Saëns, La danza di Frine nell'opera Faust di Charles Gounod e il film del 1953 Frine, cortigiana d'Oriente.